# Capriccio veneziano
Capriccio veneziano è un film direct-to-video di genere erotico del 2002, diretto dal regista italiano Bruno Mattei (con lo pseudonimo di Vincent Dawn), prodotto da Giovanni Paolucci. Insieme hanno curato il soggetto del film, vietato ai minori di 18 anni.
Il suo titolo alternativo è Persa d'amore.

## Trama
Una giovane professoressa del Conservatorio di Musica di Venezia, Roberta, molto bella, conosce per strada un pittore, Lorenzo, e nasce un amore a prima vista, a cui nessuno dei due riesce a resistere.
L'insegnante "cede" alla sua collega Luisa l'attuale fidanzato Riccardo e vive una intensa storia con il giovane sconosciuto, che la coinvolge in giochi erotici tra le sue due amiche Anna e Letizia.

## Cast
Protagonista assoluta del film è l'attrice Emily Crawford, spogliarellista e pornostar, che l'anno precedente aveva partecipato con lo stesso regista al film Belle da morire. In entrambe le pellicole è fotografata (di spalle) sulla locandina.